# 沙特广播公司
沙特广播公司（阿拉伯语：‎，简称SBC），旧称沙特阿拉伯王国广播公司（英語：Broadcasting Services of the Kingdom of Saudi Arabia，简称BSKSA），是沙特阿拉伯的国营广播电台及电视台，隶属于沙特文化及信息部。沙特广播公司控制着沙特国内几乎所有的广播电视资源。

## 频道

### 电视频道
- Al Saudiya（英语：Al Saudiya）（Saudi 1）：主频道，阿拉伯语新闻及娱乐频道
- Saudi 2：英语新闻及娱乐频道
- Al Ekhbariya（英语：Al Ekhbariya）：阿拉伯语新闻频道
- Al Riyadiah 1（英语：Al Riyadiah）、Al Riyadiah 2（英语：Al Riyadiah）：体育频道
- Al-Eqtisadiyah：财经频道
- Al-Thakafiyah：文艺频道
- Al-Quran Al-Karim：24小时直播麦加禁寺实况
- Al-Sunnah Al-Nabawiyah：24小时直播麦地那先知寺实况
- Ajyal：青少年频道

### 广播频率
目前沙特广播公司共有六套广播频率（主频、第二台、航空广播、古兰经、Nedaa、军事），其中一套对外广播，对外广播部分为“沙特阿拉伯国际广播电台”（Radio Saudi International）。该台囊括了专门播出《古兰经》的广播频率（Holy Quran Radio），24小时播出。
沙特阿拉伯国际广播电台曾对外寄出QSL卡，现已停止发行。